# Diplomacija
Diplomacija je pojam koji ima višestruka značenja, ali svima je zajedničko zadiranje u sferu međunarodnih odnosa i vanjske politike.
Diplomacija je, prije svega, oblik državne djelatnosti usmjeren na odnose s drugim zemljama i međunarodnim sudionicima. Isti pojam označava i cjelokupnu državnu strukturu koja služi za predstavljanje vlastite zemlje u svijetu i za održavanje službenih odnosa s drugim subjektima međunarodnih odnosa. Sastavni su dijelovi te strukture, gotovo u svakoj zemlji, ministarstvo vanjskih poslova te diplomatsko-konzularna predstavništva.
Diplomacija u subjektivnom smislu označava sposobnost, znanje, vještinu, metodu komuniciranja, održavanja međunarodnih odnosa, pregovaranja, rješavanja konfliktnih situacija. To su karakteristike koje treba posjedovati diplomat, odnosno osoba čija je profesija, karijera, odnosno struka, predstavljanje države u međunarodnim odnosima. Profesija kojom se bave diplomati naziva se diplomacijom.
I na kraju, diplomacija je znanost koja proučava i podučava o relevantnim pitanjima u međunarodnim odnosima i vođenju vanjske politke. Kao znanost ona je kompilacija raznih znanstvenih područja prije svega politike, ali i povijesti, zemljopisa, prava, ekonomije i drugih.
Riječ "diplomacija"  potječe od grčke riječi diploma, koja je prvotno označavala dvostruko presavijenu ispravu koja je služila kao dokaz završenog studija. Kasnija je riječ poprimila druga, šira značenja, a označavala je službene dokumente (između ostalog sporazume između vladara). Riječ diplomatie skovana je, prema nekim izvorima, u Francuskoj u 18. stoljeću, odkud se proširila i u druge europske jezike.

## Funkcija diplomacije i područja diplomatskih aktivnosti
Osnovna funkcija diplomacije je predstavljanje svoje države u inozemstvu i promicanje njezinih interesa i ciljeva. Ona je zadužena da kao instrument provodi vanjsku politiku koju utvrđuju tijela državne vlasti (državni poglavar, vlada, parlament ili druga ustavom određena tijela), a putem njih grupa koja drži vlast u svojim rukama. Provođenje vanjske politike i održavanje međunarodnih odnosa s drugim subjektima (državama, međunarodnim organizacijama i sl.) podrazumijeva i razvoj specifičnih metoda (između ostalog tu spada i diplomatski protokol) te aparata koji će obavljati tu djelatnost (tzv. služba vanjskih poslova). Jednostavno definirano, zadaće diplomacije su: predstavljati, zastupati, štititi i obavještavati svoju zemlju, pregovarati.
Gledajući kroz povijest može se reći da su razvitak međunarodnih odnosa, promicanje položaja vlastite države i sprečavanje ratova, najvažnije aktivnosti diplomacije. Osim tradicionalnih političkih, u diplomatske aktivnosti spadaju i gospodarski, kulturni, znanstveni, vojni i drugi odnosi. Suvremena diplomacija, osim tradicionalnih zadaća, bavi se i problemima ljudskih prava, nezakonitih migracija i zaštite okoliša. Sudjeluje u borbi protiv terorizma i organiziranog kriminala, bavi se promicanjem i jačanjem demokracije, ali i postizanjem sveopćeg napretka (poitičkog, gospodarkog, kulturnog, znanstvenog).

## Povijesni razvoj
U svojoj dugoj povijesti diplomacija je prolazila kroz različite promjene. Dokazi o savezima, te mirovnim i drugim sporazumima zabilježeni su na najstarijim povijesnim spomenicima i pisanim tragovima.
Antička Grčka bila je pogodna, zbog svoje podijeljenosti na brojne gradove-države, za razvoj diplomatskih odnosa. Grčki su gradovi-države međusobno slali izaslanike u diplomatske misije koje su bile prihvaćene i tretirane s dužnom i protokolarnom pažnjom. Rimljani su također poštovali strane izaslanke, te im davali određenu zaštitu i povlastice, ali su takav tretman tražili i za svoje izaslanike (fetiales) kod stranih vladara. Međutim, do razvoja diplomacije dolazi tek u kasnijem razdoblju Rimskog Carstva (jer su do tada svi dijelovi europskog i mediteranskog prostora bili u sastavu Carstva, pa su se odnosi smatrali unutrašnjim pitanjem), naročito nakon njegove podjele 395. godine na Istočno i Zapadno, odnosno u doba Bizantskog Carstva. Održavanje diplomatskih odnosa i slanje izaslanika kod drugih vladara učestalo je i između drevnih indijskih država, ali i između država poput Sirije, Egipta, Kine. Arapski vladari također šalju svoje izaslanike. Za razdoblje starog i srednje vijeka karakteristična je privremena ili "ad hoc" diplomacija.
Prvi pravi počeci diplomacije javljaju se tek u doba renesanse, razvitkom ustanove stalne diplomacije, kada Venecija, Milano, Toskana, Firenca i drugi talijanski gradovi uvode imenovanje diplomatskih predstavnika. Tijekom 15. stoljeća stvara se diplomacija kao stalna djelatnost, a ne kao dotadašnje povremeno slanje i primanje izaslanika. Stalni dipomatski predstavnici imaju jasna naznačena prava i dužnosti, uz utvrđenje pravila njihovog djelovnja.
Francuski kardinal Richelieu osnovao je 1626. godine prvo ministarstvo vanjskih poslova kao središnje tijelo za vođenje posova u međunarodnim odnosima. Nakon Francuske i druge europske države osnivaju svoja ministarstva vanjskih poslova.
Za konkretnije određenje položaja i pravila u svezi s dipomatskim predstavnicima i njihovim funkcijama trebalo je čekati do 1815. godine, kada su države sudionce Bečkog kongresa nakon napoleonskih ratova prvi puta všestranim (multilateralnim) sporazumom utvrdile pojedina bitna pitanja.
Promjene nakon II. svjetskog rata dovodi do stvaranja suvremene diplomacije, za koju je karakterističan razvoj višestrane, multilateralne diplomacije, pored tradicionalne dvostrane, bilateralne diplomacije. Tomu je pridonijelo i veliko povećanje broja subjekata međunarodnog prava (prije svega država i međunarodnih organizacija), što je dovelo do povećanja međunarodnih kontakata, ali i jačanja dipomatske službe.

## Diplomatski odnosi
Diplomatski odnosi su službeni odnosi između država, odnosno drugih subjekata međunarodnih odnosa. Za postojanje diplomatskih odnosa između dviju zemalje nije nužno da one imaju međusobno uspostavljena diplomatska predstavništva, odnosno međusobno akreditirane šefove diplomatskih predstavništva, iako se nakon uspostave predstavništva može govoriti o stalnim (redovnim) diplomatskim odnosima. Diplomatski odnosi između država i međunarodnih organizacija nazivaju se također i kvazi-diplomatskim.
U praksi postoji nekoliko podjela i naziva za pojedinu vrstu odnosa između država:
- saveznički odnosi
- dobrosusjedski odnosi
- srdačni odnosi
- prijateljski odnosi
- dobri odnosi
- korektni odnosi
- indiferentni odnosi
- hladni odnosi
- zategnuti odnosi
- odnosi de facto
- obustavljeni odnosi
- prekinuti odnosi

## Diplomatsko pravo
Diplomatsko pravo je skup pravila međunarodnog prava koje se odnosi na prava i dužnosti subjekata međunarodnog prava (država, međunarnodnih organizacija i dr.) u svezi diplomatskih odnosima, funkcijama, privilegijama i imunitetima diplomatskih predstavništava i osoblja.
Diplomatsko pravo u velikoj je većini kodificirano Bečkom konvencijom o diplomatskim odnosima, koja je usvojena na Konferenciji Ujedinjenih naroda 14. travnja 1961. godine, a stupila je na snagu 24. travnja 1964. Njome je kodificiran najvažniji dio do tada postojećeg običajnog međunarodnog prava, uz neke nove dispozicije. U njoj su sadržane odredbe o pravima i obvezama države primateljice i države šiljateljice u pogledu stalnih diplomatskih misija bilateralnog karaktera, imuniteta i privilegija članova diplomtaske misije, administrativnog i tehničkog osoblja.
Osim Bečke konvencije o diplomatskim odnosima, valja spomenuti i Bečku konvenciju o konzularnim odnosima, usvojenom 1963. godine, a stupila je na snagu 1967. godine. Tom konvencijom reguliran je najveći dio pitanja koja su do tada bila rješavana bilateralnim sporazumima u pogledu karijernih i počasnih konzula, njihovih ureda, prava i obaveza država primateljice i države šiljateljice, statusa konzularnih funkcionara i konzularnih službenika.
Osim navedenih, izvori diplomatskog prava su i Konvencija o specijalnim misijama iz 1969. godine, bilateralni međunarodni ugovori, partikularno običajno međunarodno pravo (primjerice ono između zemalja Latinske Amerike), ali i opće običajno međunarnodno pravo koje vrijedi za pitanja koja nisu uređena konvencijama i bilateralnim ugovorima (tu spadaju dijelovi diplomatskog protokola).
Pod diplomatskim pravom u širem smislu podrazumijevaju se i propisi nacionalnog zakonodavstva pojedine države koje uređuju djelatnost vanjskog zastupanje države (kao što je to u Hrvatskoj Ustav Republike Hrvatske te prije svega, Zakon o vanjskim poslovima).

## Diplomatska misija
Diplomatska misija je službeno predstavništvo države šiljateljice u državi primateljici, odnosno pri međunarodnoj organizaciji/konferenciji. Diplomatska misija može biti stalna ili privremena, može biti "ad hoc" za jedan specifičan posao ili jednu zadaću.

## Vanjske poveznice
- Ujedinjeni narodi

### Ostali projekti
|  | Zajednički poslužitelj ima stranicu o temi Diplomacija    |
|  | Zajednički poslužitelj ima još gradiva o temi Diplomacija |